# Cédric Zesiger
Cédric Zesiger (Meyriez, 24 de junio de 1998) es un futbolista suizo que juega de defensa en el F. C. Augsburgo de la 1. Bundesliga.

## Selección nacional
Es internacional con la selección de fútbol de Suiza. Fue internacional sub-18, sub-19, sub-20 y sub-21 antes de convertirse en internacional absoluto el 1 de septiembre de 2021 en un partido amistoso frente a la selección de fútbol de Grecia.

### Participaciones en Eurocopas
| Copa          | Sede     | Resultado        | Partidos | Goles |
| ------------- | -------- | ---------------- | -------- | ----- |
| Eurocopa 2024 | Alemania | Cuartos de final | 0        | 0     |

## Clubes
| Club                     | País     | Año       |
| ------------------------ | -------- | --------- |
| Neuchâtel Xamax          | Suiza    | 2015-2016 |
| Grasshoppers             | Suiza    | 2016-2019 |
| B. S. C. Young Boys      | Suiza    | 2019-2023 |
| VfL Wolfsburgo           | Alemania | 2023-2025 |
| F. C. Augsburgo (cedido) | Alemania | 2025      |
| F. C. Augsburgo          | Alemania | 2025-act. |

## Palmarés

### Títulos nacionales
| Título             | Club                | País  | Año  |
| ------------------ | ------------------- | ----- | ---- |
| Superliga de Suiza | B. S. C. Young Boys | Suiza | 2020 |
| Copa de Suiza      | B. S. C. Young Boys | Suiza | 2020 |
| Superliga de Suiza | B. S. C. Young Boys | Suiza | 2021 |
| Superliga de Suiza | B. S. C. Young Boys | Suiza | 2023 |
| Copa de Suiza      | B. S. C. Young Boys | Suiza | 2023 |